# المیرا (کالیفرنیا)
المیرا (به انگلیسی: Elmira) یک منطقهٔ مسکونی در ایالات متحده آمریکا است که در شهرستان سولانو، کالیفرنیا واقع شده‌است. المیرا ۱٫۳۷۶ کیلومتر مربع مساحت و ۱۸۸ نفر جمعیت دارد و ۲۳ متر بالاتر از سطح دریا واقع شده‌است.